# Rosted
Rosted er en lille by på Sydvestsjælland med 201 indbyggere (2012). Byen ligger i Sørbymagle Sogn 3 kilometer nordvest for Sørbymagle og 7 kilometer sydøst for Slagelse. Den ligger i Slagelse Kommune og tilhører Region Sjælland.
Rosted nåede over 200 indbyggere for første gang i 2012 og defineres nu som et byområde. Det ligger klos op ad Antvorskov Kasernes arealer. Rosted Beboerforening er etableret i 1972.